# كارل ثوبيا
كارل توبيا (بالألبانية: Karl Topia) هو أمير ألبانيا وسيد حرب حكم في القرن الرابع عشر من سنة 1358 بعد أن خلف الحكم من عمه تانوسيو ثوبيا وحكم حتى سنة 1388 بعد ان إنتهى حكمه بعد الغزو العثماني. وقد ذكر أنه تم إعدام والده أندريا وعمه بعد اختطافهم لإبنة روبيرتو ملك نابولي بعد حب أندريا لها وبعد انجابها لولدين تمكن روبيرتو من القبض عليهم وثم قام بإعدامهم. بدأ عهده بالنزاع ضد الإمبراطورية الصربية ألتي كانت تسيطر على البلقان حينها، فيما كان يتطلع الألبان لنيل المزيد من الاستقلال منهم، وفي جانب الغرب أراد طرد الأنجويين من سواحل ألبانيا وإبيروس. في سنة 1363 تمكن السيطرة على مدينة دراس بعد حصار دام أكثر من سنة وثم قام بطرد كامل الأنجويين في سنة 1368. لكن دراس تم احتلالها مرة أخرى من قبل لويس النافاري وألذي استعان بقوات الشركة النافارية. لكن بعد نهبهم لدراس تركوها ليتجهوا نحو اليونان. في سنة 1385 بدأ بنزاع أخر مع إمارة زيتا. حيث قام أميرها بالشا الثاني باحتلال دراس. بسبب هذا اضطر كارل لطلب مساعدة العثمانيين وألذين أرسلوا له 40 ألف مقاتل ليتم هزيمة وقتل الأمير بالشا الثاني. بعد هزيمة بالشا طالب العثمانيين بخضوع إمارة ألبانيا تحت سيطرتهم وأن تدفع الجزية لهم. لكن كارل لم يقبل بذلك وقرر التحالف مع جمهورية البندقية لكي يحموا الإمارة وأثناء معركة العثمانيين ضد البندقية قتل الإمير كارل توبيا وخلفه إبنه جيرج توبيا.